# Green Wing
Green Wing est une série télévisée britannique en 17 épisodes de 52 minutes, créée par Victoria Pile et diffusée entre le 3 septembre 2004 et le 4 janvier 2006 sur Channel 4. En France, la série a été diffusée à partir du 3 avril 2006 sur FOXlife et rediffusée à partir du 3 janvier 2008 sur France 4. Bien que la série se déroule dans un hôpital, les histoires n’ont rien de médical. En réalité, l’action tourne autour de la vie des personnages, et est présentée façon feuilleton télévisé par des coups de théâtre et des rebondissements. Des scènes ralenties ou accélérées, mettant en avant la gestuelle des acteurs, ou encore absurdes, façon sketch, sont très utilisées dans la série.

## Synopsis
Cette sitcom met en scène le quotidien d'un hôpital où on ne parle jamais des patients mais uniquement des membres du personnel : leur égoïsme, leur incompétence, leur goût pour les défis stupides et leur obsession pour le sexe...

## Distribution
- Tamsin Greig (VF : Isabelle Bouchemaa) : Dr Caroline Todd
- Julian Rhind-Tutt (VF : Fred Cacheux) : Dr « Mac » Macartney
- Stephen Mangan  (VF : Hugues Boucher): Dr Guillaume « Guy » Secretan
- Karl Theobald (VF : David Maisse) : Dr Martin Dear
- Pippa Haywood  (VF : Véronique Ataly): Joanna Clore
- Mark Heap  (VF : Hugues Martel): Dr Alan Statham
- Sarah Alexander (VF : Claire Beaudoin) : Dr Angela Hunter
- Michelle Gomez  (VF : Cécile O'Cairn): Sue White
- Sally Bretton : Kim Alabaster
- Lucinda Raikes : Karen Ball
- Oliver Chris  (VF : Emmanuel Lemire): Boyce
- Olivia Colman : Harriet Schulenburg
- Katie Lyons : Naughty Rachel

## Récompenses
- BAFTA 2005 : Meilleure sitcom
- BAFTA 2005 : Meilleure actrice comique pour Tamsin Greig
- BAFTA 2005 : Meilleure musique originale pour la télévision
- Rose d'Or 2005 : Meilleure actrice comique pour Pippa Haywood

## Épisodes

### Première saison (2004)
1. Épisode 1 (Caroline's First Day)
2. Épisode 2 (Rumours)
3. Épisode 3 (Lodgers)
4. Épisode 4 (Joanna's Birthday)
5. Épisode 5 (Housewarming Party)
6. Épisode 6 (Tests)
7. Épisode 7 (Tangled Webs)
8. Épisode 8 (Slave Auction)
9. Épisode 9 (Emergency)

### Deuxième saison (2006)
1. Épisode 1 (Episode 1)
2. Épisode 2 (Episode 2)
3. Épisode 3 (Episode 3)
4. Épisode 4 (Episode 4)
5. Épisode 5 (Episode 5)
6. Épisode 6 (Episode 6)
7. Épisode 7 (Episode 7)
8. Épisode 8 (Episode 8)